# Plants vs. Zombies
Plants vs. Zombies (Plante contra/și zombii) este un joc marca Tower Defense (Apărarea turnurilor) elaborat și developat inițial de PopCap Games pentru Microsoft Windows și OS X. Jocul presupune un proprietar numit Crazy Dave (Dave nebunul) și 49 de plante pentru a respinge o armată de zombi feroce, cu o varietate de 26 de zombi. Jucătorul trebuie să amplaseze plantele în așa fel încât să respingă zombii. Țelul zombilor este să pună stăpânire pe casa vecinului Crazy Dave și să-i mănânce creierul. Jocul a fost lansat în 5 mai 2009 și a fost pus la dispoziție pe Steam în aceeași zi. O versiune pentru iOS a fost lansată în februarie 2010 și o versiune HD pentru iPad
O versiune extinsă pentru Xbox -> Versiunea Live Arcade a introdus noi moduri de joc și caracteristici în 8 septembrie 2010. PopCap a lansat o versiune pentru Nintendo DS în 18 ianuarie 2011 cu un conținut unic pentru platformă. Versiunea pentru PlayStation 3 a fost lansată în februarie 2011. O versiune Android a jocului, exclusiv la Amazon Android App Store, a fost lansată în 31 mai 2011.. În 16 februarie 2012, o versiune a fost lansată pentru BlackBerry PlayBook. Mai târziu, o versiune pentru smartphone și o versiune BlackBerry a jocului a fost lansată în ianuarie 2013 în urma lansării lui BlackBerry 10. Mai mult, atât versiunea Windows originală cât și versiunea pentru Mac a jocului au fost relansate cu conținut suplimentar într-un joc pentru Versiunea Anului.

## Despre joc
În "Plants vs. Zombies", jucătorii pot plasa diferite tipuri de plante și ciuperci, fiecare cu unicele capacități ofensive sau defensive, în jururul unei case cu scopul de a opri o hoardă de zombi. Terenul de joc este împărțit într-un număr de benzi orizontale, și cu rare excepții, un zombi se va deplasa doar spre casa jucătorului de-a lungul unei benzi (excepție principală: dacă un zombi a luat o mușcătură dintr-un usturoi, acesta este deviat de pe linia pe care este). Plantele costă "sori" (sori -> soare la plural) (exemplu: o plantă=un nr. de sori) care pot fi obținuți ușor și gratis (dar lent) în nivelurile diurne. Există totuși două plante care nu costă niciun soare - ciuperca terestră și ciuperca acvatică. Plantele "productive", adică plantele care produc sori, sunt Floarea Soarelui și Ciuperca solară. La început, jucătorul are la dispoziție Floarea Soarelui. Un soare al acestei flori are un cost de 25 (în acest joc singura unitate monetară este soarele). Mai târziu apare și "Ciuperca Solară". Aceasta dă inițial sori mici egali cu 15. Dar peste ap. 5 minute, aceasta emite sori egali cu 25. Cele mai multe plante pot ataca zombii în banda pe care sunt plantate sau pot apăra alte plante (ex.: Dovleacul). În nivelurile de mai târziu, jucătorii pot achiziționa actualizări cu diferite abilități ofensive și defensive.
Jocul folosește mai multe tipuri diferite de nivele și machete. Acesta începe cu o curte din față (10 nivele la fiecare loc), apoi aceeași curte dar pe timp de noapte, apoi o curte din spate căreia îi este adăugată o piscină pe jumătatea dreaptă a ecranului, apoi aceeași curte din spate doar că acțiunea se petrece noaptea, pe timp de ceață. La nivelul 4-10 din modul Adventure, fundalul constă în același nivel nocturn din curtea din spate, dar făra ceață. Ceața este înlocuită cu tunete și fulgere. La fiecare final de fundal (fundalurile sunt: curtea din față, curtea din față pe timp de noapte, curtea din spate, curtea din spate noaptea și acoperișul), plantele sunt date pe bandă rulantă. Dacă cuprinsul Adventure este jucat de două ori, la nivelul 4-10 va apărea un zombi secret "Zombie Yeti"  La nivelul 5-10, jucătorul trebuie să lupte cu ajutorul plantelor, împotriva unui robot (Zombot) operat de un zombi-geniu cunoscut sub numele de Dr. Edgar George Zomboss. Sporadic, prin joc, jucătorul, este amenințat la fiecare nivel 9, de o telegramă scrisă (cu un scris foarte urât) de zombi. La nivelul 4-9, telegrama este semnată astfel:
"--Your Mum (Not the Zombies)" ("--Mama Ta (Nu sunt Zombii)").
Jucătorul începe cu un număr limitat de tipuri de pachete de semințe sloturi pentru pachete care pot fi utilizate în timpul celor mai multe nivele. Numărul de sloturi poate fi crescut prin achiziții cu bani în joc. La începutul nivelului, jucătorul a primit diferite tipuri de zombi pentru a aștepta și are posibilitatea de a selecta pachetele de semințe pe care să le ia în nivel. Mai multe plante sunt nocturne, cum ar fi ciupercile, având un cost mai mic și sunt ideale pentru nivelele nocturne. Totuși o plantă numită "Coffee Bean" (Boaba de cafea) trezește plantele nocturne, care dorm pe parcursul nivelelor diurne. Anumite plante sunt foarte eficiente împotriva anumitor tipuri de zombi, cum ar fi "Magnet-shroom" (Ciuperca-magnet), care poate elimina elemente metalice de la un zombi, cum ar fi căști, găleți, scări metalice și bețe pogo.
Zombii, de asemenea, vin într-o serie de tipuri care au caracteristici diferite, în special, viteza, toleranța la avarie, și abilitățile. Zombii pot purta armură improvizată, pot sări sau zbura peste plante, pot săpa sub plante fără ca acestea să vadă respectivul zombi sau Zombi-Dansator, care are puterea de a convoca zombi de sub pământ (Back-up Dancer). În nivelele nocturne, apar niște morminte, iar la ultima ambuscadă a zombilor, ies zombi din morminte.
Există o plantă - "Grave buster" (Mâncătorul de morminte) care distruge mormintele zombilor având posibilitatea să limiteze sau micșoreze numărul mormintelor. La diferite "steaguri", jucătorul va fi "inundat" în orice nivel de un val de zombi oricum ar fi - mare, mic sau foarte mare.

Coperta spaniolă a jocului

## Moduri de joc
Modul de joc principal este un mod single-player, multi-player și modul de aventură în care jucătorul poate câștiga bani ca să-și petreacă timpul la un magazin cu produse condus de Crazy Dave pentru a cumpăra noi pachete de semințe și alte bonusuri importante.
Jocul are, de asemenea, moduri suplimentare care sunt deblocate când jucătorul progresează prin modul "Adventure". Acestea includ un joc de supraviețuire cu modul de greu sau normal, un mod de puzzle, și o selecție de mini-jocuri care includ versiuni zombi-tematice sau alte jocuri PopCap ca Bejeweled. Jocul are, de asemenea, o grădină Zen, unde jucătorii pot avea grijă de plantele pe care le achiziționează în joc. Magazinul poartă, de asemenea, elemente care te ajută cu grădina Zen. PlayStation Network și Xbox Live Arcade includ 5 moduri de multiplayer, atât co-operative și competitive, suplimentare, mini-jocuri și o casă virtuală în care jucătorii pot scoate în evidență realizările lor de prieteni.

### Mini-games
O listă a jocurilor:
- Zombotany
- Zombotany2
- Wall-Nut Bowling
- Wall-Nut Bowling2
- Slot Machine
- Its Raining Seeds[nefuncțională]
- Beghouled
- Invisighoul[nefuncțională]
- Seeing Stars
- Zombiquarium
- etc...

### Puzzle

#### Vasebreaker
Vasebreaker (spărgătorul de vase) este un joc de strategie din cuprinsul Puzzle. În acest joc zombii și plantele sunt ascunse în vase.

#### I, Zombie
I, Zombie (eu, zombi) este tot un joc din Puzzle, în care trebuie să alegi zombii, ca să distrugi plantele, pentru că plantele te împiedică să ajungi la creiere, la care dacă cinci zombi ajung, distrug plantele și mănâncă creierele și tu câștigi nivelul.

### Survival
Survival, este un cuprins care conține jocuri de supraviețuire împotriva zombilor.

#### Cuprins
Survival day;
Survival night;
Survival pool;
Survival fog;
Survival roof;
Survival day (Hard);
Survival night (Hard);
Survival pool (Hard);
Survival fog (Hard);
Survival roof (Hard);
Survival Endles.
.

### Achievements
Achievements (Realizări) sunt o serie de blocări care vor fi deblocate după ce se fac realizările respective. Pentru versiunile mai timpurii numărul de Achievements este de 20. Pentru versiunile pentru Xbox, numărul este de ap. 40 de Achievements.

## Sechele
La sfârșitul anului 2012, PopCap a anunțat ca lucrează la o continuare a Plants vs Zombies, dar statutul a fost în dubiu la scurt timp după anunțare când compania a trecut printr-o perioadă de disponibilizări.

## Coloana sonoră
Coloana sonoră pentru Plants vs. Zombies a fost compusă de Laura Shigihara. Se împrumută elemente din genul muzical pop, precum și consola chiptunes. Înainte să se inventeze jocul Plants vs. Zombies, un fan a întrebat-o pe Laura dacă ea ar vrea să compună muzica pentru următorul său titlu după ce a urmărit-o de câțiva ani. Ea a acceptat, datorită creativitații sale. Shigihara a descris muzica sa ca "macabră, dar amuzantă". Utilizarea etapei de noapte ca un exemplu, ea a folosit o combinație de "Big Band" cu mai multe melodii obsedante și serioase. Cântecele "Loonboon" și "Brainiac Maniac" au fost scrise spre sfârșitul anului de producție. Ea a declarat că acestea au fost piese reacționare care le-a scris ca să se potrivească simțului de cântare, după ce a cântat în ele de două ori. Ea descrie o melodie la începutul jocului, în care cântă o fanfară și instrumente de percuție. Shigihara, de asemenea, a compus și a realizat videoclipul în timpul genericului jocului, intitulat "Zombies on your lawn" (Zombii pe peluza ta).

## Developare

### Concept
Plants vs. Zombies, are ca regizor pe George Fan. Elemente strategice puternice au fost incluse ca să facă apel la jucătorii mai experimentați, păstrându-l în același timp simplu ca să facă apel la jucătorii ocazionali, fără multe tutoriale. El a fost inspirat să facă un joc Tower Defense. În timp ce se uita la turnurile din Warcraft III, el a simțit că plantele ar fi "turnuri" bune. El a vrut să aducă ceva nou în genul "Plants vs Zombies", și a găsit într-un joc Tower Defense elemente comune de joc. Ca să fie mai ciudat, a folosit cinci și șase benzi set-up-uri care au fost folosite în versiunea finală. Fan, ar fi vrut ca jocul să fi fost inițial intitulat Weedlings, dar conceptul de Tower Defense a decolat și personalitatea jocului, ca un întreg, a evoluat și titlul a fost schimbat ulterior în "Plants vs. Zombies".
Unele dintre caracteristicile care arată cum Insaniquarium a influențat dezvoltarea jocului Plants vs Zombies este că modul în care plantele sunt alese la începutul fiecărui nivel a fost derivat de la modul în care animalele de companie sunt alese în Insaniquarium. Altă inspirație pentru mecanica de joc a venit de la filmul elvețian al familiei Robinson, în special în cazul în care familia se apără împotriva piraților. Aceasta a fost sursa de inspiratie pentru "Bomba de cartofi", Fan a declarat că este suficient ca un zombi să pășească pe bombă, și să fie învins și acoperit în piure de cartofi  
.

### Design
Echipa a vrut să aducă înapoi extratereștrii din Insaniquarium, dar în cele din urmă i-au schimbat în zombi, pentru că jucătorii ar putea reacționa mai ușor, din cauza modului lent al zombilor. George Fan a avut, bineînțeles, un zombi preferat - "Pole-Vaulting-Zombie", pentru că, atunci când jucătorul pune "Wall-Nut", acestui zombi, poate sări peste planta aceea.
Ca urmare, echilibrul între plante și zombi a trebuit să fie restructurat într-o mișcare, mișcare despre care Fan a zis că siguranța merită efortul. Programatorii s-au axat pe modul Adventure pentru o mare parte a primului an de dezvoltare. La terminarea unelor elemente înainte de termen, unul dintre programatori, Tod Semple, a început să lucreze la idei care ar putea fi folosite mai târziu pentru secțiunea Mini-games. Unele idei pentru secțiunea modului Puzzle ar fi mai optimizate și au fost mutate în modul Adventure, intitulate "Vasebreaker" și "I, Zombie". În timpul testării, Fan a constatat că modurile Mini-games și Puzzle păreau că distrag atenția de la accentul modului Adventure, astfel încât unele dintre modurile suplimentare și modul Mini-Games au fost blocate și deblocarea lor necesită avansarea în modul Adventure.
Proiectele finale ale zombilor și ale primelor plante sunt similare cu modul în care acestea au fost inițial. Fan a atribuit intriga de proiectare a sistemului său de animație; Tod Semple a sugerat că puteau anima în Flash și puteau exporta în joc. Fan a fost îngrijorat de faptul că aceste animații ar arăta că personajele ar fi fost decupate din hârtie, și că ar semăna cu South Park prea mult, dar a fost mulțumit în cele din urmă.
Fan a fost cel mai mândru de "Tall-nut" (Aluna-înaltă), "Torchwood", și "Cannon Cob". El a explicat că Tall-nut are caracter, citând "privirea hotărâtă" și cum aruncă o singură lacrimă atunci când este grav-rănit. Laura Shigihara n-a putut sta să vadă acest lucru, și a protejat "Tall-nut" cu o instalație de protecție numită "Pumpkin" (Dovleac), care poate proteja plantele în interiorul acestuia. Și că "Torchwood" - care face ca proiectilul plantelor Peashooters (Pistoale de mazăre) să ia foc, este o idee excelentă. O altă plantă preferată a lui Fan a fost "Squash" (Dovlecel), din cauza numelui său foarte sugestiv. Turtește zombii.

## Recepție

Fundalul jocului original